# Nachal Kitmit
Nachal Kitmit (hebrejsky נחל קטמית) je vádí v jižním Izraeli, v severní části Negevské pouště.
Začíná v nadmořské výšce necelých 600 metrů ve vrchovině Giv'ot Masach poblíž hory Har Kadim. Směřuje pak k severu a severozápadu pouštní krajinou s rozptýleným beduínským osídlením. Od jihu přijímá vádí Nachal Daja. Podchází těleso dálnice číslo 80 a vstupuje do planiny Bik'at Arad. Vede potom podél východního okraje letecké základny Nevatim. Ústí zleva do vádí Nachal Malchata.